# Ambientalismo em O Senhor dos Anéis

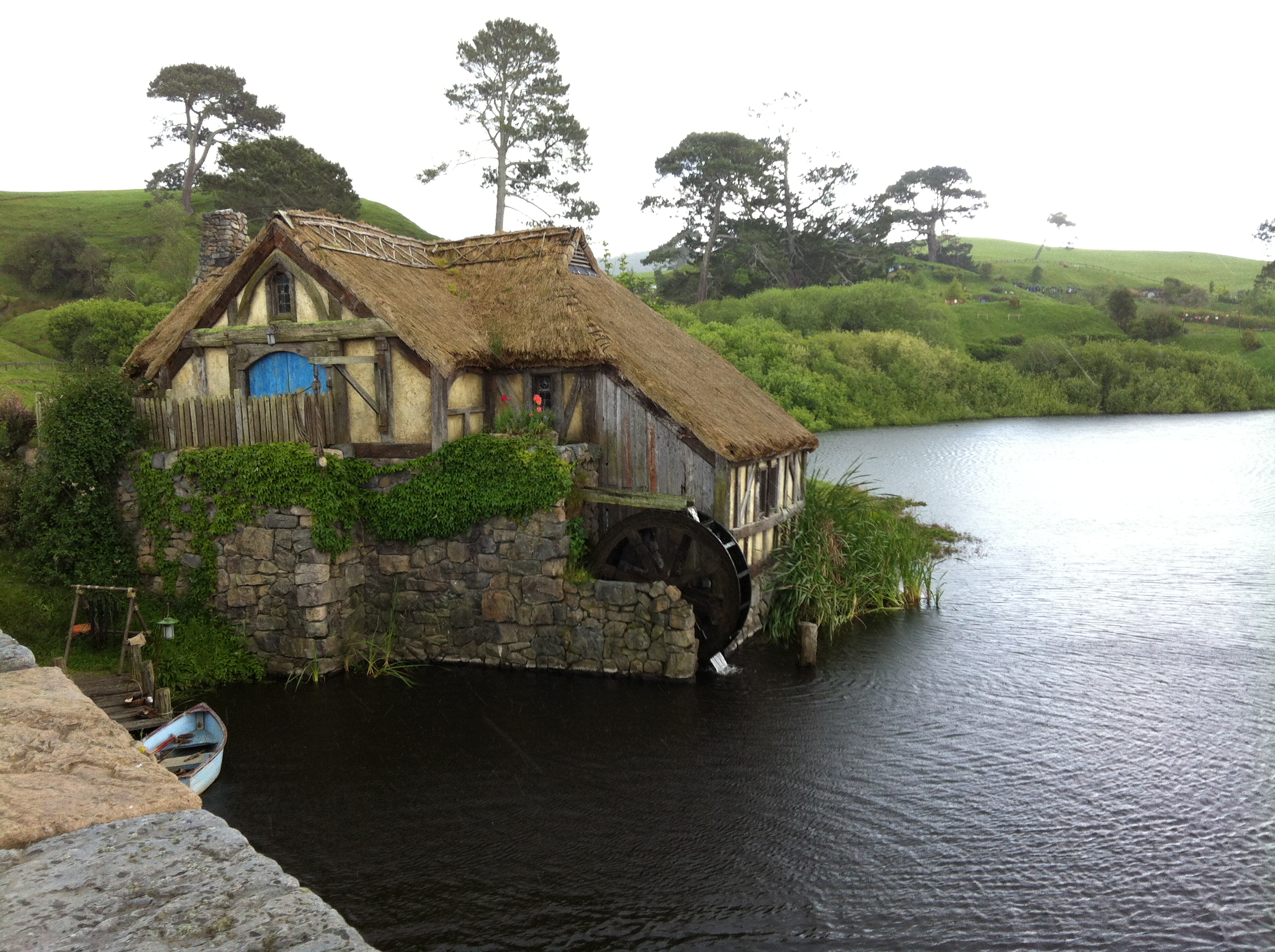
Visão pastoral de uma en: o Velho Moinho em Hobbiton, reconstruído para as filmagens de O Senhor dos Anéis de Peter Jackson.

O tema do ambientalismo em O Senhor dos Anéis tem sido destacado por críticos desde a década de 1970. As visões dos Hobbits sobre o inferno industrial de Saruman em Isengard e a terra desolada e poluída de Sauron em Mordor foram interpretadas como comentários sobre a sociedade moderna. Por outro lado, a destruição de Isengard pelos gigantes arbóreos, os Ents, e a "O Expurgo do Condado" pelos Hobbits reforçam um forte tema de restauração do meio ambiente natural após a poluição industrial e a degradação. O amor de J. R. R. Tolkien por árvores e pela natureza intocada é evidente ao longo de toda a obra.

## Contexto

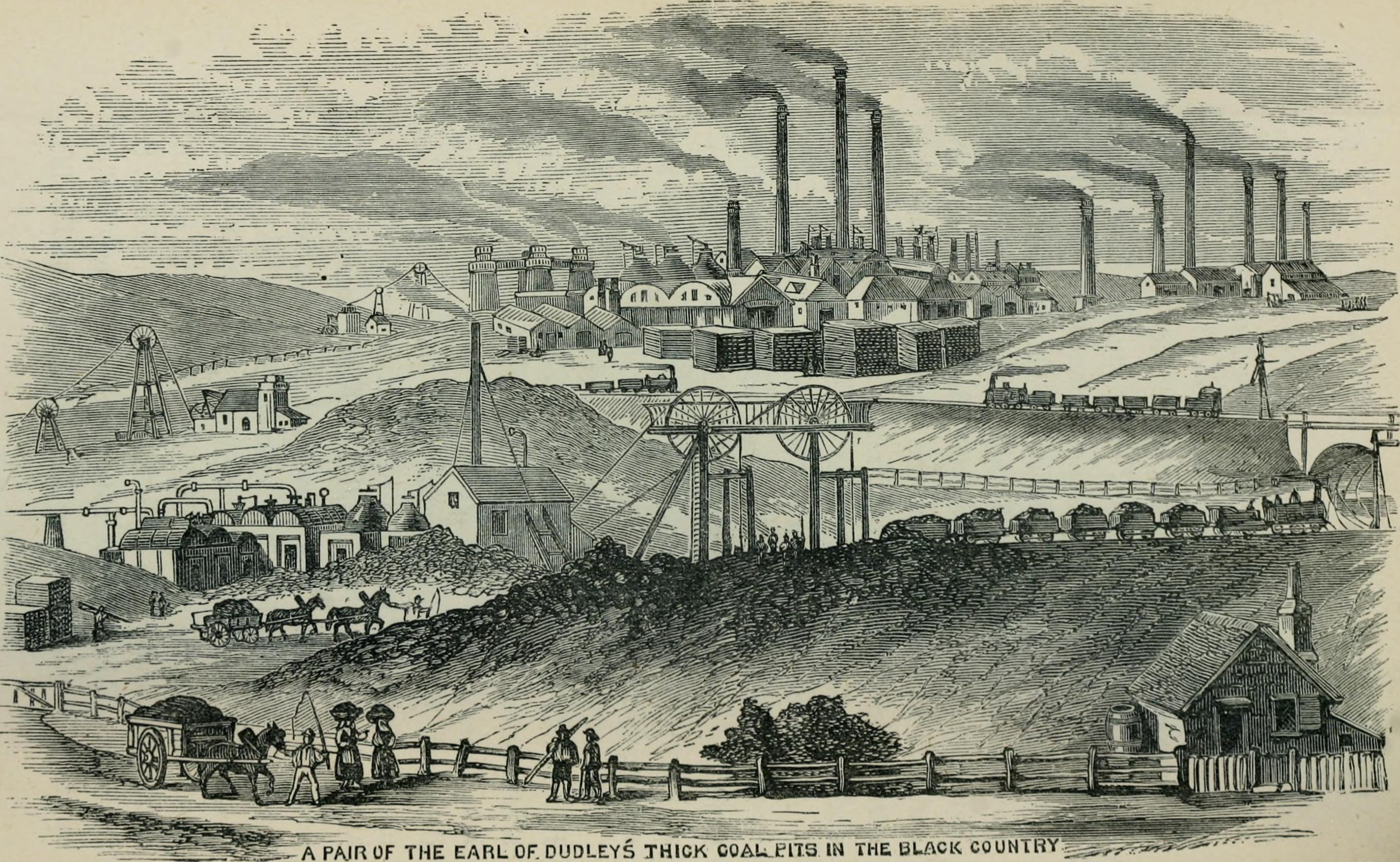
Minas, siderúrgicas, fumaça e montes de resíduos: o Black Country, próximo à casa de infância de Tolkien, foi sugerido como inspiração para sua visão de Mordor.

J. R. R. Tolkien passou a infância inicialmente no rural Warwickshire, em Sarehole [en], então nos arredores de Birmingham, antes de se mudar para o centro industrial dessa cidade. Uma exposição de arte intitulada "The Making of Mordor" (A Criação de Mordor), realizada na Galeria de Arte de Wolverhampton em 2014, sugeriu que as siderúrgicas e altos-fornos das Midlands Ocidentais, próximas à casa de infância de Tolkien, inspiraram sua visão de Mordor, cujo nome, significando "Terra Negra" na língua élfica inventada  Sindarin, reflete essa paisagem industrializada. Essa região é historicamente conhecida como "Black Country". Philip Womack, escrevendo no jornal The Independent, comparou a mudança de Tolkien do rural Warwickshire para o urbano Birmingham a um "exílio de um idílio rural para forjas e fogos semelhantes a Mordor". O crítico Chris Baratta destaca o contraste entre os ambientes bem cuidados e arborizados do Condado, lar dos Hobbits, e os "ermos industriais" de Isengard e Mordor. Baratta observa que Tolkien claramente desejava que o leitor "identificasse alguns dos problemas da destruição ambiental, da invasão industrial desenfreada e dos efeitos corruptores e danosos que esses processos têm sobre a humanidade". Tolkien era extremamente sensível às invasões do campo inglês; durante a Segunda Guerra Mundial, ele, assim como W. G. Hoskins [en], ficou horrorizado com a quantidade de terras ocupadas por aeródromos. Mais tarde, Tolkien tornou-se obcecado pela crescente ameaça ao campo, à medida que cidades expandiam e estradas cortavam campos e bosques.

## Criação prístina

### Natureza selvagem

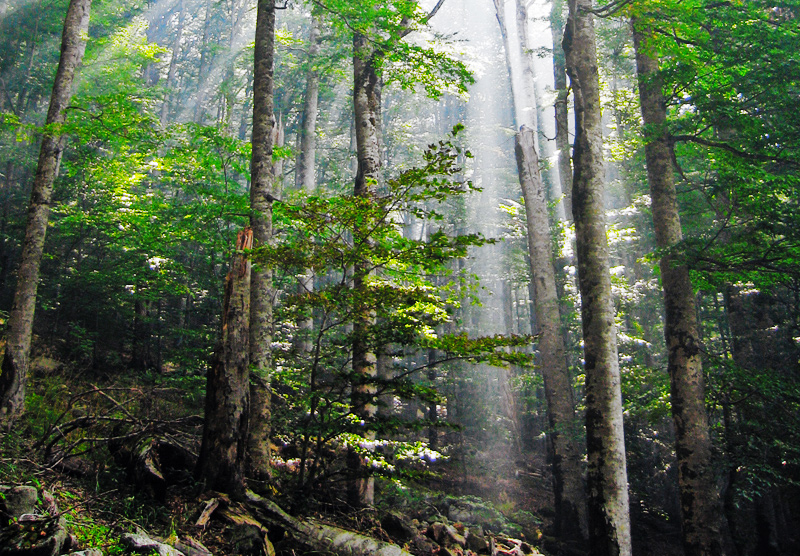
Floresta primária: luz solar atravessando faias intocadas.

Tolkien utiliza a natureza selvagem na forma de  florestas, desde os Trollshaws e Mirkwood em O Hobbit, reaparecendo em O Senhor dos Anéis, até a Floresta Velha, Lothlórien e a Floresta de Fangorn, que ocupam capítulos inteiros em O Senhor dos Anéis, sem mencionar as grandes florestas de Beleriand e Valinor em O Silmarillion. Enquanto a Terra-média ainda estava "em um crepúsculo sob as estrelas", as "coisas vivas mais antigas haviam surgido: [...] na terra, as sombras de grandes árvores". Para o crítico de Tolkien Tom Shippey [en], a menção a Mirkwood ecoa a mitologia nórdica do Elder Edda, com as florestas sem caminhos do Norte, além das Montanhas Sombrias, descritas em um dos poemas do Edda, o Skírnismál. Tolkien acreditava que o entendimento humano primitivo era, como escreveu em Tree and Leaf, uma "comunhão com outros seres vivos", agora perdida. O crítico Paul Kocher [en] afirmou que a Terra-média deveria representar a própria Terra em um passado distante, quando as florestas primárias ainda existiam, junto com uma plenitude também perdida.

### Harmonia com a terra
Os povos livres do Oeste da Terra-média, incluindo os Hobbits do Condado, vivem em harmonia com sua terra. Lucas Niiler descreve a região como um "cenário amplamente pastoral com uma economia baseada na agricultura", e os Hobbits como "agricultores cuidadosos, com mãos verdes; cevada para cerveja, tabaco de qualidade e belas flores brotam de seus campos e jardins com apenas o leve toque de uma enxada".

## Devastação ambiental
No prefácio da segunda edição de O Senhor dos Anéis, Tolkien escreveu que, embora a obra não tivesse "significado alegórico [...] de qualquer tipo", ela era baseada em sua experiência pessoal. Ele afirmou que "o país onde vivi na infância estava sendo vergonhosamente destruído antes de eu completar dez anos", à medida que Birmingham crescia e espalhava casas, estradas e ferrovias suburbanas pelo campo de Warwickshire, lamentando "a última decrepitude do moinho de milho outrora próspero ao lado de sua lagoa [en], que há muito me parecia tão importante".
Tolkien descreve o impacto devastador da industrialização em Isengard, sob Saruman, e na terra morta de Mordor, sob Sauron. Seus sentimentos sobre a natureza inserem-se em um padrão mais amplo de declínio, com a crença de que, embora o mal possa ser combatido, as perdas não serão totalmente recuperadas. Como Kocher escreve: "Os Ents ainda podem estar em nossas florestas, mas que florestas nos restam? O processo de extermínio já estava em andamento na Terceira Era, e, em obras fora da épica, Tolkien deplora amargamente seu clímax hoje".

### Isengard de Saruman
Tolkien faz com que  Barbárvore, líder dos gigantes arbóreos, os Ents, diga sobre o mago Saruman:
| “                                              | Ele está planejando se tornar um Poder. Tem uma mente de metal e rodas; e não se importa com coisas vivas [...] Ele se aliou a criaturas vis, os Orcs. [...] Pior ainda: ele fez algo com eles; algo perigoso. Pois esses Isengardenses são mais parecidos com homens perversos. É uma marca das coisas malignas que vieram na Grande Escuridão que elas não suportam o Sol; mas os Orcs de Saruman o toleram, mesmo que o odeiem. Pergunto-me o que ele fez? ... Nas fronteiras, estão derrubando árvores — árvores boas. Algumas são apenas cortadas e deixadas para apodrecer — maldade dos Orcs; mas a maioria é cortada e levada para alimentar os fogos de Orthanc. Há sempre fumaça subindo de Isengard hoje em dia. | ” |
| — As Duas Torres, livro 3, cap. 4 "Barbárvore" | |   |

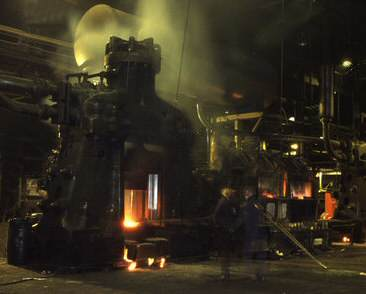
"…martelos ressoavam. À noite, plumas de vapor saíam das chaminés, iluminadas por baixo com luz vermelha". Martelo a vapor em ação, Inglaterra.

Isengard de Saruman é industrial de várias formas: produz armas e máquinas de ferro, fundidas e forjadas usando árvores como combustível; uma raça de Orcs anormalmente grande e poderosa, capaz, como diz Barbárvore, de lutar à luz do dia, produzida rapidamente, aparentemente por algum tipo de clonagem; e um explosivo semelhante a pólvora. As fábricas subterrâneas e o contraste com a paisagem anterior aos dias de Saruman são descritos pelo narrador em "O Caminho para Isengard":
| “ | Outrora, era verde e repleta de alamedas e bosques de árvores frutíferas, regadas por riachos que fluíam das montanhas para um lago. Mas nada verde crescia ali nos últimos dias de Saruman.... Os poços desciam por muitas encostas e escadas espirais até cavernas profundas; ali Saruman tinha tesouros, armazéns, arsenais, forjas e grandes fornos. Rodas de ferro giravam incessantemente, e martelos ressoavam. À noite, plumas de vapor saíam das chaminés, iluminadas por baixo com luz vermelha, azul ou verde venenoso. | ” |

Saruman, assim, representa o oposto da administração compassiva da Terra-média demonstrada pelos Hobbits do Condado e por Barbárvore da Floresta de Fangorn.

### Inferno industrial

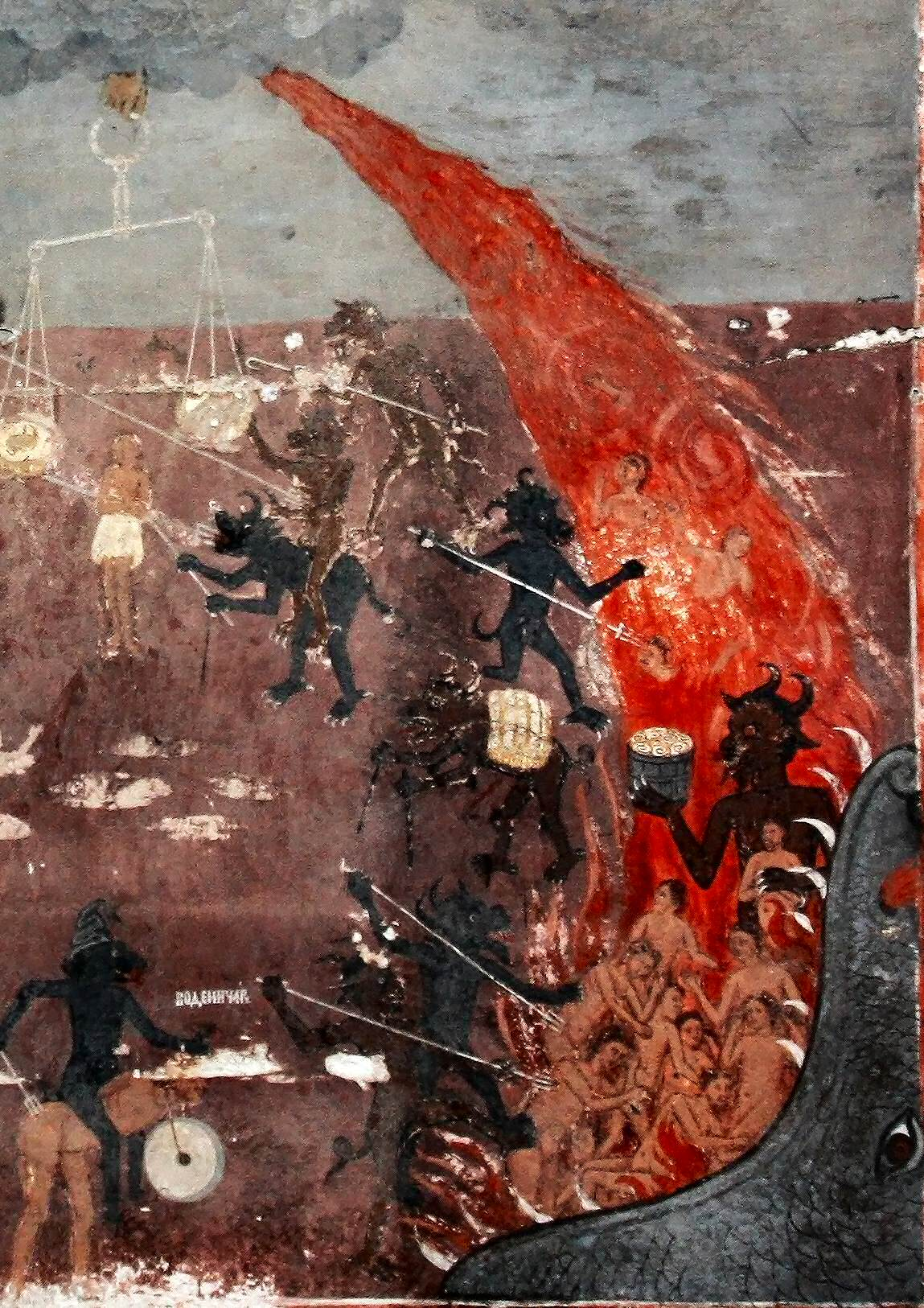
O "inferno industrial" de Isengard, nas palavras de Tolkien, "tuneis .. escuro .. profundo .. cemitério de mortos inquietos .. fornos". Afresco medieval do inferno, São Nicolau em Raduil, Bulgária.

O estudioso de literatura inglesa Charles A. Huttar [en] descreve Isengard como um "inferno industrial". Ele cita a descrição de Tolkien sobre Isengard, destacando com ênfase própria as palavras do autor: "tuneis .. círculo .. escuro .. profundo .. cemitério de mortos inquietos .. o chão tremia .. tesouros .. fornos .. rodas de ferro .. incessantemente .. iluminado por baixo .. venenoso." Huttar comenta: "A imagem é familiar, suas conotações claras. Este é mais um inferno [após Moria e Mordor]."
Dickerson escreve que as "más ações" de Saruman são reveladas exatamente por sua "destruição desenfreada" das árvores de Fangorn, observando que Barbárvore chama Saruman de "maldito matador de árvores". Kocher destaca que Barbárvore afirma que os Ents têm uma afinidade muito maior com as árvores do que pastores com suas ovelhas, pois "os Ents são 'bons em se conectar com outras coisas'". Ele também cita a declaração de Barbárvore de que não está "completamente do lado de ninguém, porque ninguém está completamente do meu lado [...] ninguém se importa com os bosques como eu", mas observa que, ainda assim, Barbárvore é motivado pelo conhecimento de que Saruman tomou partido na Guerra do Anel para agir contra ele. Os Ents de Barbárvore destroem o Isengard industrial de Saruman, cujas fábricas eram alimentadas pela derrubada das árvores de Barbárvore. Após a destruição do Um Anel, Aragorn concede vastas terras para novas florestas; porém, Kocher escreve que Tolkien oferece "indícios ominosos de que a floresta selvagem não prosperará na expansiva Era dos Homens" que se seguirá.

## Uma restauração desejada

### Árvores marchando para a guerra
| “                                      | Macbeth: Não temerei a morte nem a destruição, até que o Bosque de Birnam chegue a Dunsinane. | ” |
| — Shakespeare, Macbeth, Ato 5, cena 3. |                                                                                               |   |

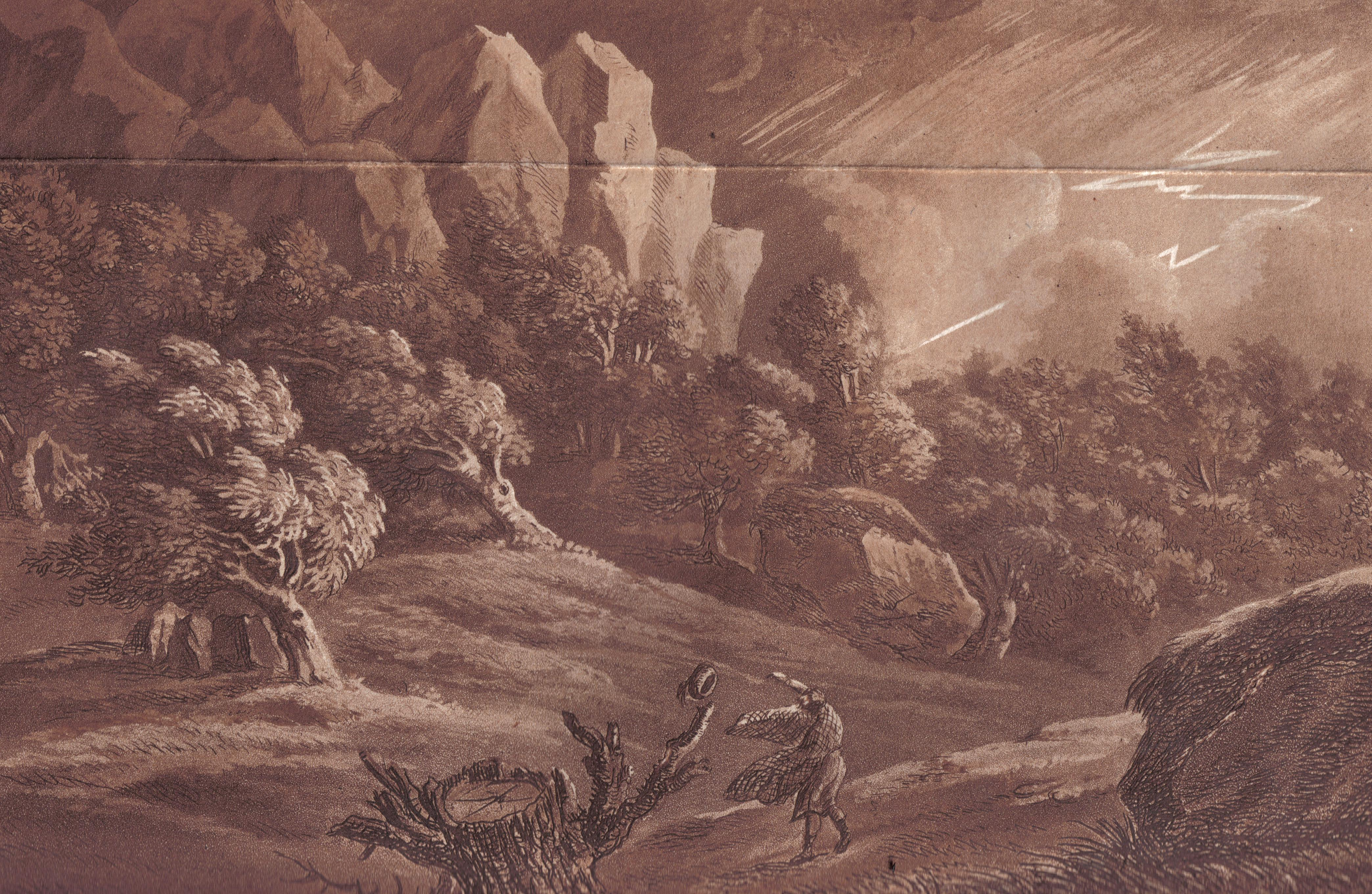
Macbeth no selvagem en, por John Stoddart, 1800

Em O Senhor dos Anéis, na manhã após a longa noite da Batalha do Abismo de Helm, na qual Saruman tentou destruir Rohan, ambos os exércitos perceberam que uma floresta de Huorns furiosos, semelhantes a árvores, agora preenchia o vale, encurralando o exército de Orcs de Saruman. Os Orcs fugiram para a floresta de Huorns e foram destruídos.
Tolkien observou em uma carta que criou criaturas arbóreas que caminham [Ents e Huorns] em parte como resposta à sua "amarga decepção e desgosto desde os tempos de escola com o uso pobre feito em Macbeth de Shakespeare da chegada do 'Grande Bosque de Birnam à alta Colina de Dunsinane [en]': eu desejava criar um cenário em que as árvores realmente marchassem para a guerra". Críticos observam que é chocante que a batalha, os Orcs e as esperanças de conquista de Saruman terminem dessa forma. Eles também notam que isso representava o desejo de Tolkien de reverter o dano que ele via sendo causado ao campo inglês.

### O Expurgo do Condado

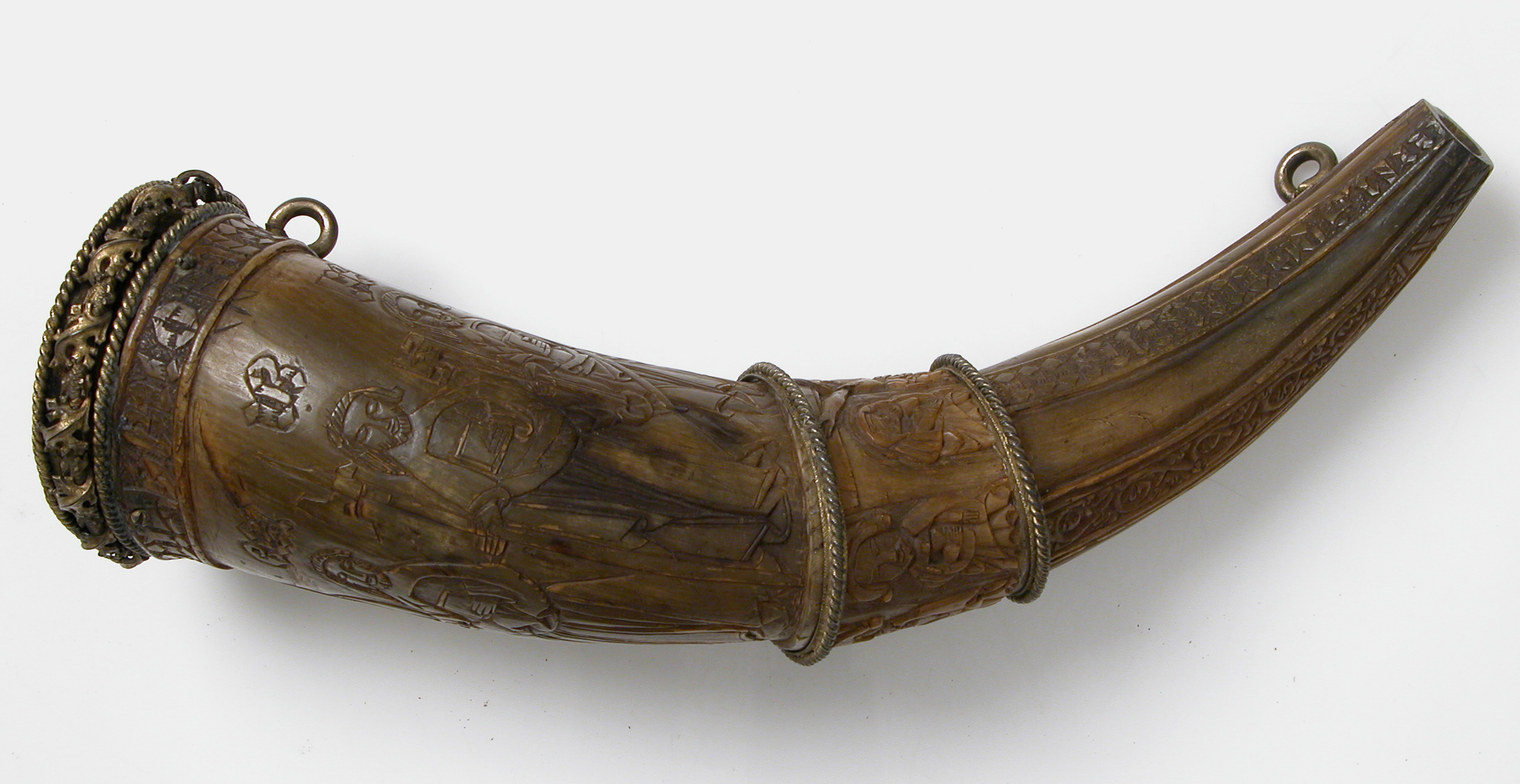
O estudioso de Tolkien Tom Shippey sugere que Tolkien desejaria ter a corneta mágica do Hobbit en para despertar as pessoas para a ação ambiental na Inglaterra. Ilustrada está uma corneta de caça francesa do século XV.

Críticos desde a década de 1970 têm comentado sobre o ambientalismo de Tolkien em O Senhor dos Anéis, especialmente no capítulo "O Expurgo do Condado". Um dos primeiros a notar isso foi Paul H. Kocher [en], que escreveu que "Tolkien era um ecologista, defensor do extraordinário, detrator do 'progresso', amante de artesanato, opositor da guerra muito antes de tais atitudes se tornarem populares". Nicholas Birns [en] considera o capítulo "tanto conservacionista quanto tradicionalista", escrevendo que ele apresenta um forte argumento pró-ambientalista além de seus outros temas. Plank descreve a ênfase do capítulo na "deterioração do meio ambiente" como "bastante incomum para sua época", com os Hobbits retornando ao  Condado semelhante à Inglaterra encontrando a destruição desnecessária do antigo e belo, substituído pelo novo e feio; poluição do ar e da água; negligência; "e, acima de tudo, árvores destruídas sem motivo". O capítulo tem sido visto como um chamado à ação, um desejo de mobilizar as pessoas para a ação ambiental em seu "próprio quintal".

### J. R. R. Tolkien
1. ↑  (Carpenter 2023, #297 para Mr. Rang, rascunho, agosto de 1967)
2. ↑  (Tolkien 1977), "Quenta Silmarillion", cap. 3 "Da Chegada dos Elfos e do Cativeiro de Melkor"
3. 1 2  (Tolkien 1954a), "Prefácio à Segunda Edição"
4. 1 2  (Tolkien 1954), livro 3, cap. 4 "Barbárvore"
5. 1 2 3 4 5 6  (Tolkien 1954), livro 3, cap. 8 "O Caminho para Isengard"
6. ↑  (Tolkien 1955), livro 6, cap. 6 "Muitas Despedidas"
7. ↑  (Tolkien 1954), livro 3, cap. 7 "Abismo de Helm"
8. ↑  (Carpenter 2023, #163, nota de rodapé, pp. 211–212)

- Tolkien, J. R. R. (1954a). The Lord of the Rings: The Fellowship of the Ring [O Senhor dos Anéis: A Sociedade do Anel]. Boston: Houghton Mifflin. OCLC 9552942
- Tolkien, J. R. R. (1954). The Lord of the Rings: The Two Towers [O Senhor dos Anéis: As Duas Torres]. Boston: Houghton Mifflin. OCLC 1042159111
- Tolkien, J. R. R. (1955). The Lord of the Rings: The Return of the King [O Senhor dos Anéis: O Retorno do Rei]. Boston: Houghton Mifflin. OCLC 519647821
- Tolkien, J. R. R. (1977).  Tolkien, Christopher, ed. The Silmarillion. Boston: Houghton Mifflin. ISBN 978-0-395-25730-2